# Hynek Blaško
Hynek Blaško, né le 15 juillet 1955 à Prague,  est un homme politique tchèque membre de Liberté et démocratie directe. Il est député européen de 2019 à 2024.